# Mannlicher M1886
O Mannlicher Modelo 1886 foi um fuzil austríaco de ação por ferrolho de tração direta do final do século XIX, adotado em 1886. Foi o primeiro fuzil de serviço de ferrolho de tração direta de qualquer nação.

## História

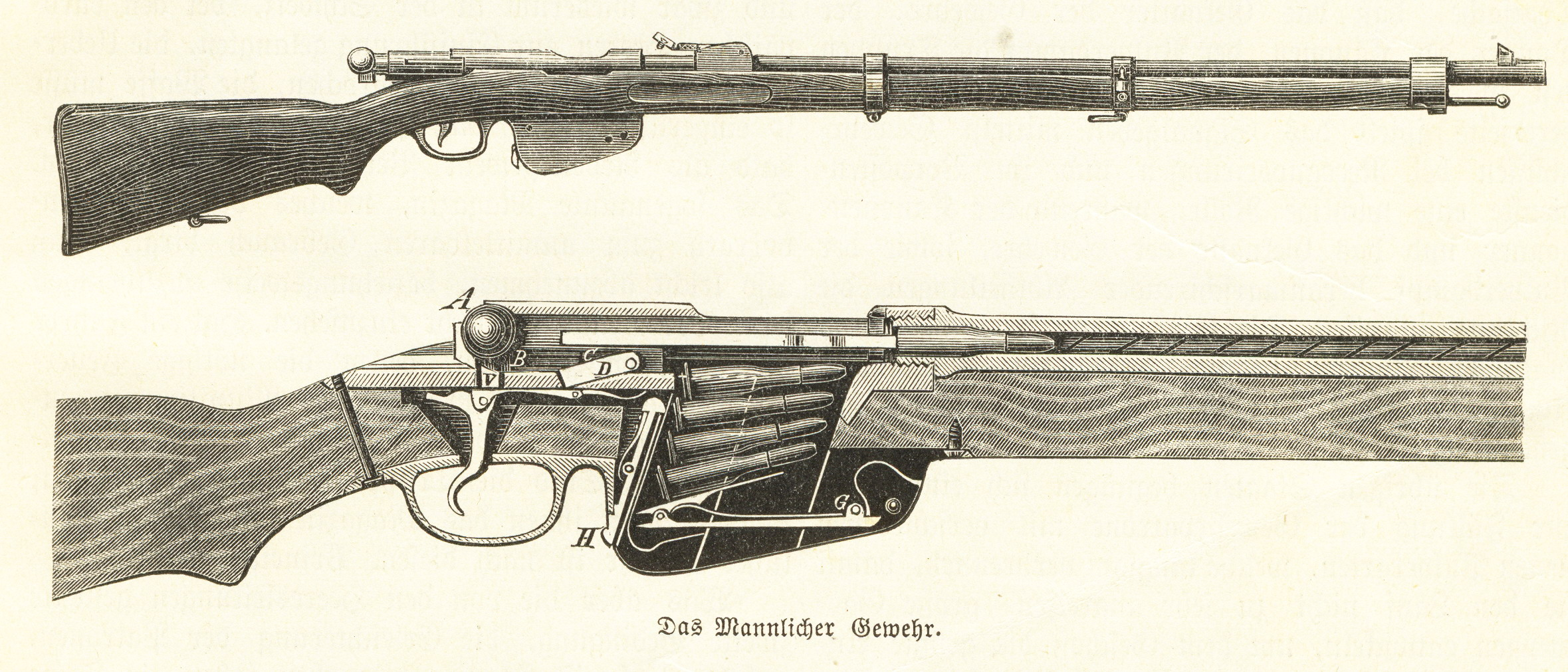
Desenho do fuzil Mannlicher M1886, sem o clipe em bloco necessário para operação adequada.

O M1886 em si foi uma melhoria do fuzil de teste Mannlicher M1885 (patenteado no Reino Unido em maio de 1885), que era um protótipo destinado a substituir o então obsoleto fuzil de tiro único M1867 Werndl-Holub. Foi o primeiro dos fuzis de serviço austro-húngaros a introduzir o recurso do clipe caindo do fundo do carregador quando o último cartucho é carregado na câmara.

## Conversões
Entre 1888 e 1892, 95% dos fuzis M1886 foram convertidos para 8×52mmR Mannlicher sob a designação M1886-88. Fuzis no calibre original (11 mm) com marcas de aceitação austríacas são um achado raro.

## Histórico de serviço
O fuzil foi rapidamente tornado obsoleto pela introdução do fuzil Lebel Modelo 1886 com seu novo cartucho sem fumaça. Como tal, foi rapidamente substituído no serviço austríaco por seu sucessor, o M1888. O fuzil ainda teve uma longa vida, no entanto, e apareceu na Espanha nas mãos de tropas republicanas durante a Guerra Civil Espanhola nas mãos de membros do Batalhão Britânico em Madrigueras, onde foram usados para treinamento antes de serem substituídos na véspera da Batalha de Jarama por fuzis mais modernos, como o Mosin-Nagant.

## Operadores
- Áustria-Hungria
- Chile
- Colômbia: Adquirido da Venezuela pelas forças liberais durante a Guerra dos Mil Dias[5]
- República da China[6]
- Dinastia Qing[6]
- Honduras: Os fuzis excedentes foram comprados de revendedores alemães e ainda estavam em uso na década de 1930[7]
- Segunda República Espanhola[4]
- Venezuela[5]

## Conflitos
- Guerra dos Mil Dias[5]
- Levante dos Boxers[8]
- Primeira Guerra Mundial[8]
- Guerra Civil Espanhola[4]